# Elio Massagrande
Elio Massagrande (Isola Rizza, 1941 – Trento, 1999) è stato un terrorista italiano, membro del Movimento Politico Ordine Nuovo.
Nasce a Isola Rizza da una famiglia contadina. Nel 1959 consegue a Padova la licenza di pilota. Avvicinatosi al Centro Studi Ordine Nuovo di Pino Rauti, insieme al futuro cognato Leone Mazzeo e a Carlo Maria Maggi diventa uno dei responsabili per il Veneto. Nel 1966 Massagrande inizia il corso allievi ufficiali a Foligno per diventare sottotenente di complemento nell'artiglieria paracadutista. Nello stesso anno viene arrestato insieme ad altri membri di Ordine Nuovo, Roberto Besutti e Marco Morin, per detenzione di armi, munizioni ed esplosivo al plastico. Prosciolto, torna a Verona dove apre una palestra insieme alla moglie di Amos Spiazzi.
Nel 1969, quando Rauti scioglie il Centro Studi Ordine Nuovo per rientrare nel Movimento Sociale Italiano, fa parte del gruppo di dissidenti che fondano il Movimento Politico Ordine Nuovo, guidato da Clemente Graziani. Il direttorio nazionale è composto da Massagrande, Besutti e Mazzeo. I quattro decidono di processare Rauti per tradimento, condannandolo a restare in vita per essere additato come rinnegato. In questo periodo Massagrande partecipa alla formazione della struttura militare clandestina dei Nuclei di Difesa dello Stato guidata da Amos Spiazzi. Nel 1973 il Movimento Politico Ordine Nuovo viene sciolto per ordine del Ministro dell'Interno Paolo Emilio Taviani. Molti dei militanti vengono arrestati mentre Graziani e Massagrande entrano in latitanza.
Nel 1974 insieme a Graziani si stabilisce ad Atene dove gestisce un ristorante. Durante la guerra di Cipro i due si arruolano nell'esercito ellenico. Nello stesso anno il nuovo governo democratico greco, appena insediatosi dopo la fine della dittatura dei colonnelli, decide di estradarli in Italia. Massagrande sconta quindi due mesi di prigione a causa di alcuni attentati rivendicati da Ordine Nero. Uscito di carcere si stabilisce in Spagna. Nel frattempo è condannato a due anni di carcere per ricostituzione di partito fascista ed è accusato di essere uno dei mandanti dell'omicidio del giudice Vittorio Occorsio e di aver partecipato al tentato golpe della Rosa dei venti.
Finito il franchismo si sposta in Paraguay (grazie a un passaporto con false generalità che anni dopo sarà usato anche da Paolo Bellini) dove lavora come amministratore di una estancia. Grazie al paracadutismo entra in contatto con il dittatore Alfredo Stroessner, che gli chiede di aprire due scuole di paracadutismo, una civile e una militare. Da quest'ultima nasce la guardia personale di Stroessner comandata dal figlio, diventato amico di Massagrande. In seguito Stroessner decide di dare sviluppo alla regione del Chaco dividendola in lotti agricoli e dando a Massagrande l'incarico di vendere i terreni in Europa per conto del governo. Durante la latitanza in Paraguay Massagrande ha contatti con Licio Gelli. Alla caduta della dittatura nel 1989, viene arrestato due volte e rischia l'estradizione, ma riesce a restare in Paraguay fino all'assoluzione. 
Massagrande rientra in Italia solo nel 1999 per curarsi dal cancro. Viene ricoverato a Trento, dove muore nell'agosto del 1999. Rispettando le sue ultime volontà, le sue ceneri vengono sparse nel Chaco.